# The Eagle of the Ninth
The Eagle of the Ninth è una miniserie televisiva britannica in 6 puntate trasmesse per la prima volta nel 1977. È basata sul romanzo L'aquila della IX legione.

## Personaggi e interpreti
- Marcus Flavius Aquila (6 episodi), interpretato da Anthony Higgins.
- Esca (5 episodi), interpretato da Christian Rodska.
- Marcus' father (4 episodi), interpretato da Peter Whitbread.
- Cottia (3 episodi), interpretata da Gillian Bailey.
- Liathan (3 episodi), interpretato da David Hayman.
- Aquilla (3 episodi), interpretato da Patrick Holt.
- Aulus (2 episodi), interpretato da Brian Carey.
- Guern (2 episodi), interpretato da Victor Carin.
- Gault (2 episodi), interpretato da Bob Docherty.
- Drusillus (2 episodi), interpretato da Bernard Gallagher.
- Dergadian (2 episodi), interpretato da Alec Heggie.
- Claudius (2 episodi), interpretato da Martin Heller.
- Stephanos (2 episodi), interpretato da Willie Joss.
- Tradul (2 episodi), interpretato da Moultrie Kelsall.

## Produzione
La miniserie fu prodotta da British Broadcasting Corporation

### Registi
Tra i registi sono accreditati:
- Michael Simpson in 4 episodi
- Baz Taylor in 2 episodi

### Sceneggiatori
Tra gli sceneggiatori sono accreditati:
- Rosemary Sutcliff in 6 episodi
- Bill Craig in 4 episodi

## Distribuzione
La serie fu trasmessa nel Regno Unito dal 4 settembre 1977 al 9 ottobre 1977 sulla rete televisiva BBC. È stata distribuita anche nei Paesi Bassi con il titolo De adelaar van het negende legioen.